# Obermarchtal
Obermarchtal är en kommun (tyska Gemeinde) i Alb-Donau-Kreis i förbundslandet Baden-Württemberg i Tyskland. Kommunen består av ortsdelarna (tyska Ortsteile) Obermarchtal och Reutlingendorf. Folkmängden uppgår till cirka 1 300 invånare, på en yta av 26,59 kvadratkilometer.
Kommunen ingår i kommunalförbundet Munderkingen tillsammans med staden Munderkingen och kommunerna Emeringen, Emerkingen, Grundsheim, Hausen am Bussen, Lauterach, Oberstadion, Rechtenstein, Rottenacker, Untermarchtal, Unterstadion och Unterwachingen.

## Befolkningsutveckling
| Befolkningsutvecklingen i Obermarchtal 1975–2015 | Befolkningsutvecklingen i Obermarchtal 1975–2015 | Befolkningsutvecklingen i Obermarchtal 1975–2015 | Befolkningsutvecklingen i Obermarchtal 1975–2015 | Befolkningsutvecklingen i Obermarchtal 1975–2015 |
| ------------------------------------------------ | ------------------------------------------------ | ------------------------------------------------ | ------------------------------------------------ | ------------------------------------------------ |
|                                                  |                                                  |                                                  |                                                  |                                                  |
| År                                               |                                                  |                                                  | Folkmängd                                        | Areal (ha)                                       |
| 1975                                             | 1975                                             |                                                  | 1 320                                            | 2 655                                            |
| 1980                                             | 1980                                             |                                                  | 1 259                                            | 2 656                                            |
| 1985                                             | 1985                                             |                                                  | 1 167                                            |                                                  |
| 1990                                             | 1990                                             |                                                  | 1 230                                            |                                                  |
| 1995                                             | 1995                                             |                                                  | 1 234                                            | 2 658                                            |
| 2000                                             | 2000                                             |                                                  | 1 264                                            | 2 659                                            |
| 2005                                             | 2005                                             |                                                  | 1 276                                            |                                                  |
| 2010                                             | 2010                                             |                                                  | 1 244                                            |                                                  |
| 2015                                             | 2015                                             |                                                  | 1 291                                            |                                                  |
|                                                  |                                                  |                                                  |                                                  |                                                  |